# Саткалиев, Алмасадам Майданович
Алмасадам МайдановичСаткалиев (каз. Алмасадам Майданұлы Сәтқалиев; род. 31 октября 1970, Алма-Ата) — казахстанский политик и учёный, доктор экономических наук, председатель Агентства Республики Казахстан по атомной энергии (с 18 марта 2025 года). Министр энергетики Казахстана (с 4 апреля 2023 по 18 марта 2025). Академик Казахстанской национальной академии естественных наук (КазНАЕН). Председатель фонда «Самрук-Казына» (29 марта 2021 — 4 апреля 2023).

## Биография
Алмасадам Майданович Саткалиев родился 31 октября 1970 года в Алма-Ате. Происходит из рода Андас племени Жалайыр. В 1992 году окончил Казахский национальный университет им. Аль-Фараби по специальности «механик, математик — прикладник».
С января по февраль 2007 года был вице-министром энергетики и минеральных ресурсов Республики Казахстан. С 2009 по 2011 год работал президентом АО «Казахстанская компания по управлению электрическими сетями». С марта 2021 по апрель 2023 года — глава фонда национального благосостояния «Самрук-Қазына».
С 4 апреля 2023 года — министр энергетики Казахстана. 6 февраля 2024 года переназначили на должность министра.
18 марта 2025 года президент Казахстана Касым-Жомарт Токаев назначил Алмасадама Саткалиева на должность председателя только что созданного Агентства Республики Казахстан по атомной энергии. В этот же день Саткалиев закончил работу в качестве министра энергетики Казахстана.

## Награды
- Орден «Құрмет» (2008)
- Орден «Парасат»
- Орден «Барыс» ІII степени (16.12.2021)
- Медаль «Қазақстан Конституциясына 10 жыл» (2005)
- Медаль «Астананың 10 жылдығы» (2008)
- Медаль «Қазақстан Республикасының тәуелсіздігіне 20 жыл»
- Медаль «Қазақстан Республикасының тәуелсіздігіне 25 жыл»
- Медаль «10 лет Ассоциации KAZENERGY»
- Благодарность Президента Республики Казахстан
- Благодарственное письмо Премьер-министра Республики Казахстан
- Звание «Заслуженный энергетик СНГ»
- Звание «Еңбегі сіңген энергетик. Қазақстан Электр энергетикалық Қауымдастығы»

## Семья
- Отец: Саткалиев Майдан Абдугалиевич
- Мать: Саткалиева Валентина Адамовна
- Жена: Саткалиева Марфуга Оразалиевна (19.06.1970)
- Дети: Майданов Асет Алмасадамович (06.09.1994), Майданов Асхат Алмасадамович (09.11.2002), Майданова Анадэль Алмасадамовна (11.02.2005), Майданов Асат Алмасадамович (19.05.2007), Майданов Аслан Алмасадамович (22.03.2013)[9]